# تعیین دستوری قیمت

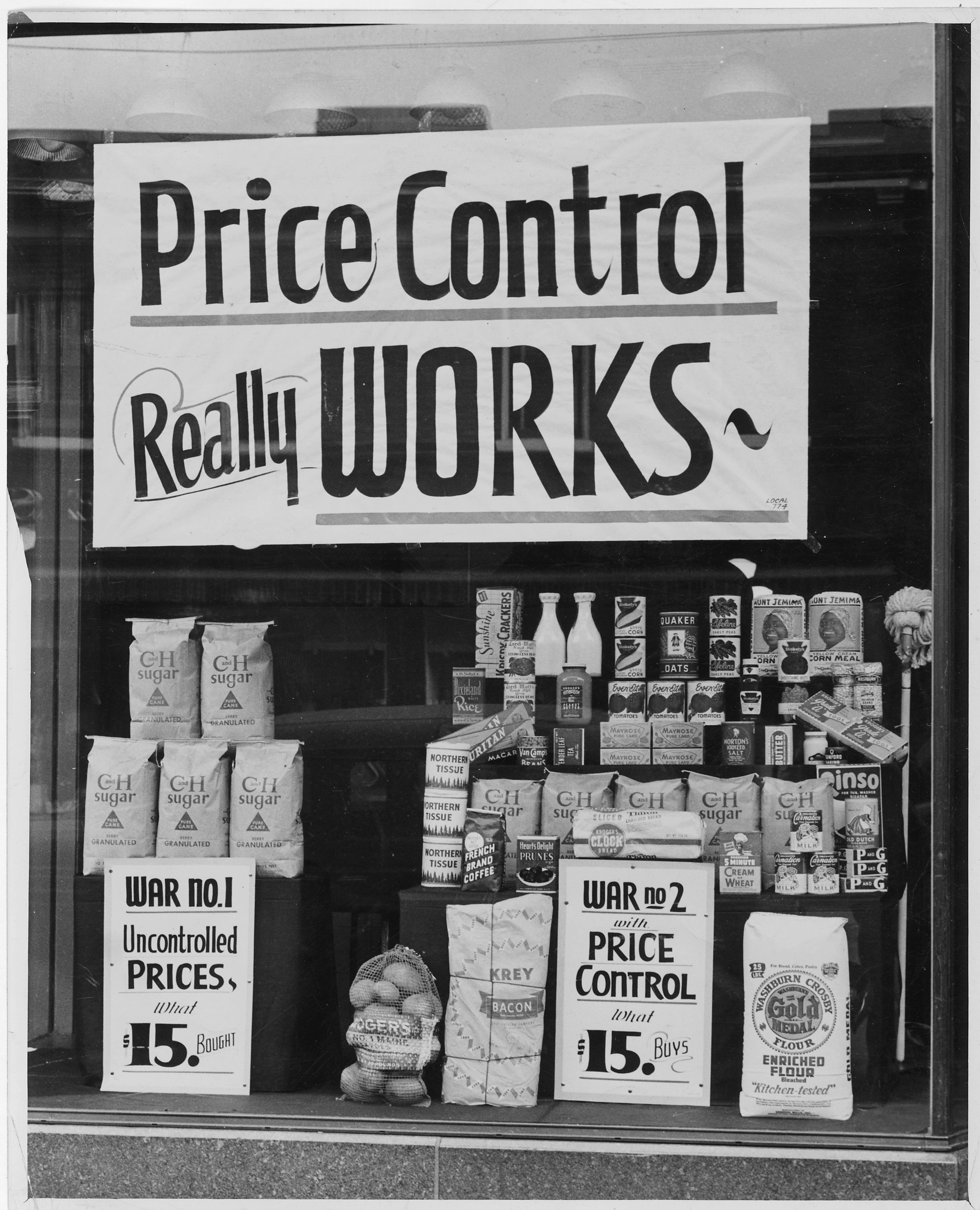
یک مغازه در زمان جنگ جهانی دوم که به تبلیغ قیمت گذاری دستوری می‌پردازد

قیمت دستوری یا کنترل قیمت یا قیمت گذاری دستوری یا تعیین دستوری قیمت  (به انگلیسی: Price controls)، ساده‌ترین روش کنترل تورم یعنی کنترل دستوری نرخ فروش است، این روش نقطهٔ مقابل روش نرخ‌گذاری محصولات در بازار رقابتی است. در روش بازار رقابتی تولیدکنندگان با توجه به رقابتی بودن و همچنین توان و قدرت خرید مردم عمل می‌کنند و در روش تثبیت دستوری قیمت‌ها یکی از اصلی‌ترین سیاست‌های دولت برای کنترل نرخ تورم، نظارت دقیق بر روی نرخ کالاهای اساسی بوده است از این رو تغییر نرخ اقلام مختلف مستلزم عبور از فیلترهای دولت است.
سیاست کنترل قیمت، برای مهار تورم بسیار جذاب است، گرچه این سیاست این‌طور نیست که از همه حمایت کند، بلکه در عمل تورم همچنان به بسیاری دیگر از مصرف‌کنندگان آسیب می‌زند. بدین معنی که به عنوان مثال تعیین سقف قیمت برای نان تنها به قصد حمایت از افرادی که برای گذراندن زندگی محتاج قرص نانی هستند، می‌باشد. ویا کنترل اجاره‌بهای مسکن تنها برای حمایت از قشر مستأجران در مقابل مالکان کارایی‌دارد.
در مجموع شیوهٔ دستوری تعیین قیمت و کنترل آن یک شیوهٔ پرهزینه و منسوخ شده در دنیاست. کنترل قیمت در گذشته باعث کاهش سرمایه‌گذاری، کمیابی کالاها و عقب‌ماندگی شده است.
با بهره‌گیری از شفافیت بورس‌های کالا می‌توان مانع فساد و سوءاستفاده در قیمت‌گذاری کالاها شد.

## تاریخچه
دولتمردان سابقه‌ای طولانی در کنترل قیمت دارند که قدمت آن حداقل به قرون وسطی و تثبیت قیمت نان در آن دوران برمی‌گردد.
این تجربه در تمام دنیا امتحان خود را پس داده و نتیجهٔ مثبتی نیز در برندارد، حتی اگر دستور بر کاهش قیمت باشد. تجربهٔ عینی کنترل قیمت‌ها و آثار آن بر تولید و بازار به‌طور کامل قابل لمس است. زمانی که قیمت یک کالا مانند ماست کنترل می‌شود به جای این‌که یک ظرف یک لیتری به‌طور کامل پر شود، در عمل تولیدکننده ۷۰ درصد آن را پرمی‌کند یا زمانی که قیمت محصولات شیمیایی مانند رنگ کنترل شدید می‌شود قوطی‌های رنگ به جای عرضه در ابعاد و ظرف‌های بزرگ تنها در قوطی‌های کوچک و نیم کیلویی عرضه می‌شود. این اقدام یک عکس‌العمل کاملاً طبیعی در مقابل کنترل است. قیمت‌گذاری و کنترل قیمت در تمام دنیا منسوخ شده و تجربه نشان داده این عمل در امر تولید، ضایعه و زیان ایجاد می‌کند. زمانی که به‌طور عادی نرخ عمومی تورم کنترل شود خودبه خود دیگر نیازی به  کنترل دستوری نخواهد بود و در نهایت قیمت نهایی کالا نیز کاهش می‌یابد.

## دیدگاه‌ها و نظرات دربارهٔ این روش اقتصادی
عباس شاکری رئیس دانشکده اقتصاد دانشگاه علامه در رابطه با این نوع منش اقتصادی در گفتگو با وبگاه پایش پرس گفت، این روش زمینه‌ساز تورم‌های بعدی خواهد شد چراکه برخی تولیدکننده‌ها ممکن است از گردونه خارج شوند و طرف عرضه ضعیف شود که در این شرایط با ضعیف شدن طرف عرضه دیگر نمی‌توان تورم را کنترل کرد.
جمشید پژویان، اقتصاددان و رئیس سابق شورای رقابت نگرش منفی به کنترل دستوری بازار دارد و به خراسان گفت: «ما سی سال این را در مملکت مان تجربه کرده‌ایم، غیر از این که در دنیا کشورهای بلوک شرق نیز هفتاد، هشتاد سال آن را تجربه کردند و تا قیمت‌ها را تثبیت کردند، بازار سیاه در کنار آن درست شد؛ پس این کار بیهوده و بی ثمری است که جز ایجاد اختلال و رانت هیچ نتیجه مثبتی به دنبال ندارد. وی می‌افزاید اقتصاد را نمی‌شود کتک زد، نمی‌شود آن را مجبور کرد، برعکس این تخریب می‌کند.»